# Кирил Попиванов
Кирил Попиванов е български просветен деец, революционер и общественик, член на Македонската федеративна революционна организация.

## Биография
Кирил Попиванов е роден във воденското село Саракиново, тогава в Османската империя. Става учител в Гуменджа и участва в дейността на ВМОРО.
По-късно се прехвърля в свободна България, където след Първата световна война се включва в дейността на МФРО. Заедно с Тодор Паница, Стоян Мишев, Григор Циклев, Стоян Чочков и още тридесетина дейци на МФО се изтегля на територията на Гърция с разрешение на гръцките власти. По-късно се връща в България и е деец на Воденското благотворително братство, а към 1938 година е негов секретар.